# Ménesqueville
Ménesqueville [menɛskəvil] est une commune française située dans le département de l'Eure, en région Normandie.

## Géographie

### Localisation
| Charleval                                                       | Rosay-sur-Lieure                                      | Rosay-sur-Lieure                                      |
| Charleval Val d'Orger (comm. dél. de Gaillardbois-Cressenville) | Ménesqueville                                         | Touffreville                                          |
| Val d'Orger (comm. dél. de Gaillardbois-Cressenville)           | Val d'Orger (comm. dél. de Gaillardbois-Cressenville) | Val d'Orger (comm. dél. de Gaillardbois-Cressenville) |

### Hydrographie
La commune est située dans le bassin Seine-Normandie. Elle est drainée par la Lieure, le Fouillebroc et un bras de la Lieure,,.
La Lieure, d'une longueur de 15 km, prend sa source dans la commune de Lorleau et se jette  dans l'Andelle à Fleury-sur-Andelle, après avoir traversé six communes.

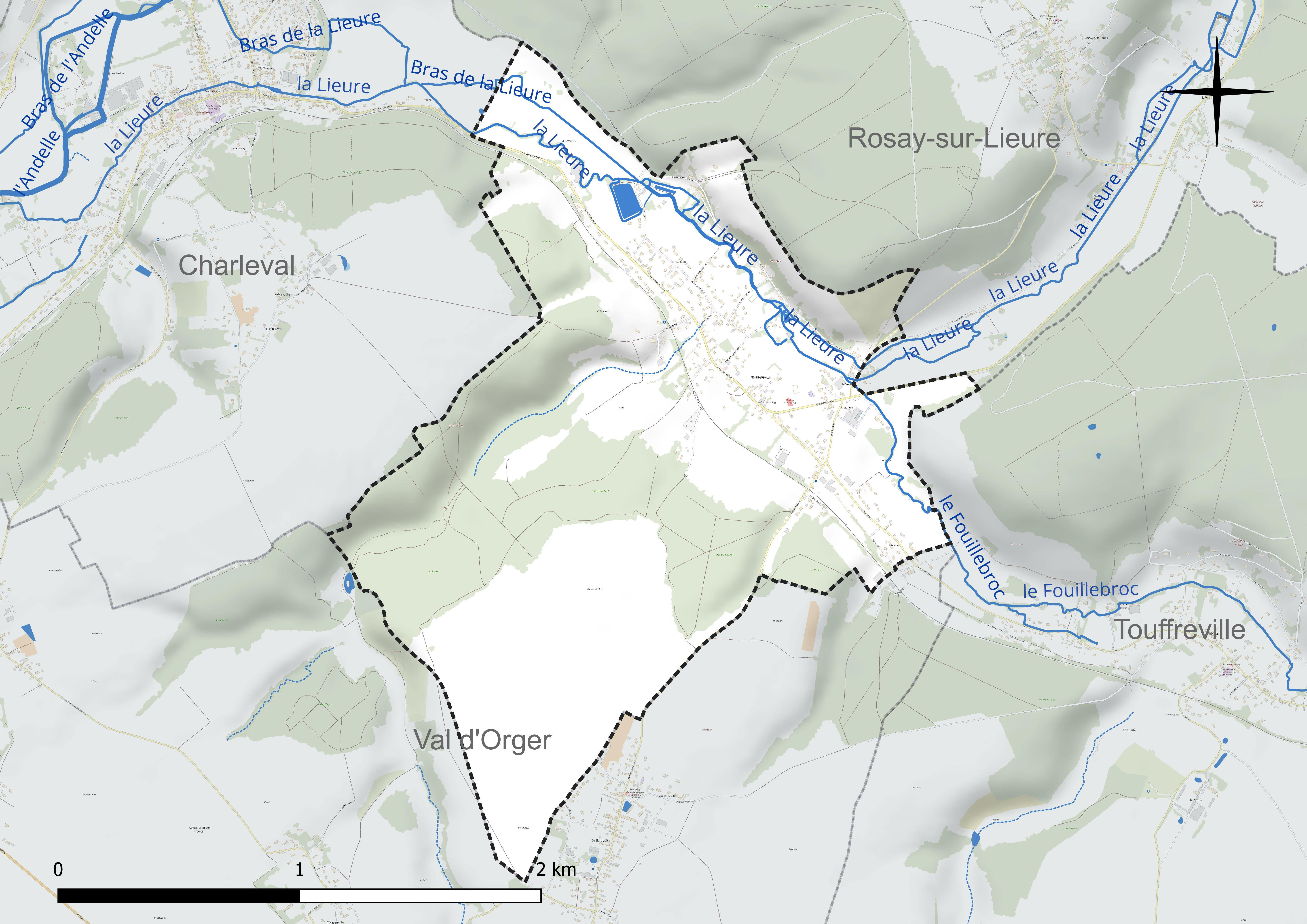
Réseau hydrographique de Ménesqueville.

### Climat
Pour des articles plus généraux, voir Climat de la Normandie et Climat de l'Eure.
En 2010, le climat de la commune est de type climat océanique dégradé des plaines du Centre et du Nord, selon une étude du CNRS s'appuyant sur une série de données couvrant la période 1971-2000. En 2020, Météo-France publie une typologie des climats de la France métropolitaine dans laquelle la commune est exposée à un climat océanique et est dans la région climatique  Côtes de la Manche orientale, caractérisée par un faible ensoleillement (1 550 h/an) ; forte humidité de l’air (plus de 20 h/jour avec humidité relative > 80 % en hiver), vents forts fréquents. Parallèlement le GIEC normand, un groupe régional d’experts sur le climat, différencie quant à lui, dans une étude de 2020, trois grands types de climats pour la région Normandie, nuancés à une échelle plus fine par les facteurs géographiques locaux. La commune est, selon ce zonage, exposée à un « climat des plateaux abrités », correspondant aux plaines agricoles de l’Eure, avec une pluviométrie beaucoup plus faible que dans la plaine de Caen en raison du double effet d’abri provoqué par les collines du Bocage normand et par celles qui s’étendent sur un axe du Pays d'Auge au Perche.
Pour la période 1971-2000, la température annuelle moyenne est de 10,7 °C, avec  une amplitude thermique annuelle de 14,2 °C. Le cumul annuel moyen de précipitations est de 781 mm, avec 12,3 jours de précipitations en janvier et 8 jours en juillet. Pour la période 1991-2020, la température moyenne annuelle observée sur la station météorologique la plus proche, située sur la commune de Boos à 15 km à vol d'oiseau, est de 10,9 °C et le cumul annuel moyen de précipitations est de 847,5 mm,. Pour l'avenir, les paramètres climatiques de la commune estimés pour 2050 selon différents scénarios d’émission de gaz à effet de serre sont consultables sur un site dédié publié par Météo-France en novembre 2022.

## Urbanisme

### Typologie
Au 1er janvier 2024, Ménesqueville est catégorisée commune rurale à habitat dispersé, selon la nouvelle grille communale de densité à 7 niveaux définie par l'Insee en 2022.
Elle est située hors unité urbaine et hors attraction des villes,.

### Occupation des sols
L'occupation des sols de la commune, telle qu'elle ressort de la base de données européenne d’occupation biophysique des sols Corine Land Cover (CLC), est marquée par l'importance des territoires agricoles (55,9 % en 2018), une proportion sensiblement équivalente à celle de 1990 (56,1 %). La répartition détaillée en 2018 est la suivante : 
forêts (33,4 %), terres arables (22,4 %), prairies (22,3 %), zones agricoles hétérogènes (11,2 %), zones urbanisées (10,7 %). L'évolution de l’occupation des sols de la commune et de ses infrastructures peut être observée sur les différentes représentations cartographiques du territoire : la carte de Cassini (XVIIIe siècle), la carte d'état-major (1820-1866) et les cartes ou photos aériennes de l'IGN pour la période actuelle (1950 à aujourd'hui).

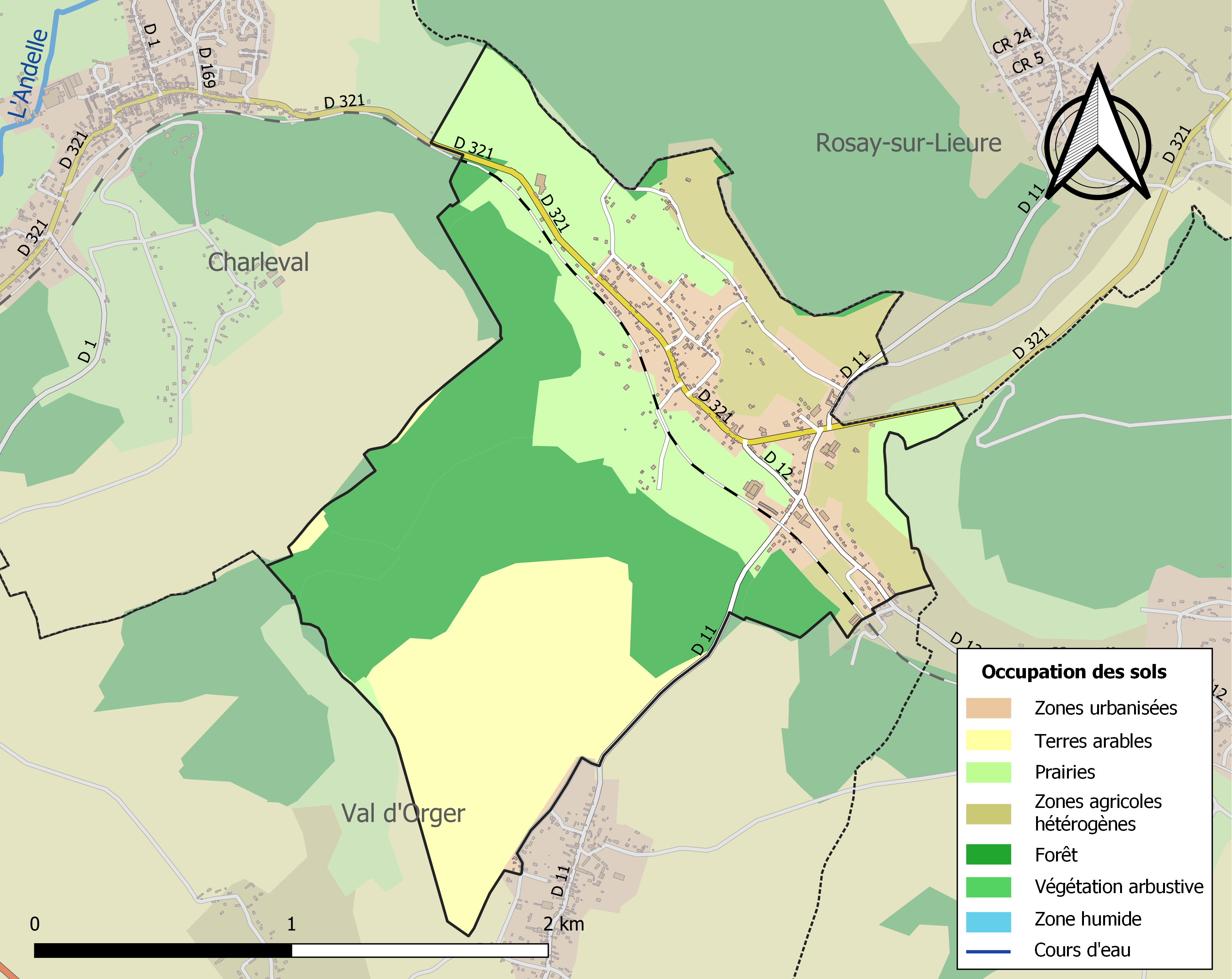
Carte des infrastructures et de l'occupation des sols de la commune en 2018 (CLC).

## Toponymie
Le nom de la localité est attesté sous les formes Manecavilla, Manechevilla au XIIe siècle, Manekiervilla en 1245 (cartulaire de Saint-Amand), Manequevilla en 1272 (rôle de l’ost), Manesquevilla en 1308 (charte de Philippe le Bel), Manesqueville en 1424 (aveu de l’abbé de Mortemer), Menasqueville en 1579 (Philippe d'Alcripe).
Prononciation traditionnelle « M'nekvil » conforme à l'étymologie du nom (latinisée) Manechevilla, Manecavilla (XIIe siècle).
Il s'agit d'une formation toponymique en -ville au sens ancien de « domaine rural », précédée de l'anthroponyme germanique Manniko, d'où le sens global de « domaine rural, ferme de Manniko ». Le s graphique servait originellement à indiquer la voyelle « ê » [ɛ] et n'était donc pas destiné à être prononcé.

## Politique et administration
| Période                                  | Période   | Identité            | Étiquette | Qualité  |
| ---------------------------------------- | --------- | ------------------- | --------- | -------- |
|                                          |           | Léon Grancher       |           | Filateur |
| mars 2001                                | mars 2008 | Jean-Pierre Burette |           |          |
| mars 2008                                | mars 2020 | Christian Lefebvre  | DVG       |          |
| mars 2020                                | En cours  | Dominique Cahagne   | SE        |          |
| Les données manquantes sont à compléter. |           |                     |           |          |

## Démographie
L'évolution du nombre d'habitants est connue à travers les recensements de la population effectués dans la commune depuis 1793. Pour les communes de moins de 10 000 habitants, une enquête de recensement portant sur toute la population est réalisée tous les cinq ans, les populations de référence des années intermédiaires étant quant à elles estimées par interpolation ou extrapolation. Pour la commune, le premier recensement exhaustif entrant dans le cadre du nouveau dispositif a été réalisé en 2007.

En 2022, la commune comptait 478 habitants, en évolution de +2,36 % par rapport à 2016 (Eure : −0,25 %, France hors Mayotte : +2,11 %).
| 1793 | 1800 | 1806 | 1821 | 1831 | 1836 | 1841 | 1846 | 1851 |
| ---- | ---- | ---- | ---- | ---- | ---- | ---- | ---- | ---- |
| 220  | 222  | 203  | 194  | 257  | 278  | 299  | 297  | 171  |

| 1856 | 1861 | 1866 | 1872 | 1876 | 1881 | 1886 | 1891 | 1896 |
| ---- | ---- | ---- | ---- | ---- | ---- | ---- | ---- | ---- |
| 280  | 278  | 288  | 303  | 300  | 291  | 265  | 271  | 320  |

| 1901 | 1906 | 1911 | 1921 | 1926 | 1931 | 1936 | 1946 | 1954 |
| ---- | ---- | ---- | ---- | ---- | ---- | ---- | ---- | ---- |
| 310  | 304  | 291  | 296  | 358  | 307  | 281  | 264  | 286  |

| 1962 | 1968 | 1975 | 1982 | 1990 | 1999 | 2006 | 2007 | 2012 |
| ---- | ---- | ---- | ---- | ---- | ---- | ---- | ---- | ---- |
| 282  | 355  | 345  | 387  | 358  | 349  | 397  | 404  | 449  |

| 2017 | 2022 | - | - | - | - | - | - | - |
| ---- | ---- | - | - | - | - | - | - | - |
| 465  | 478  | - | - | - | - | - | - | - |

## Lieux et monuments
- Église Notre-Dame et Saint-Aubin (XIIe siècle, XVIIIe siècle). Elle comporte des vitraux modernes de François Décorchemont.